# Los hermanos Del Hierro
 Los hermanos Del Hierro és una pel·lícula mexicana de 1961, dirigida per Ismael Rodríguez, que sorgint dins la línia del western tradicional, rastrejava en els orígens de la violència.
Jorge Ayala Blanco, historiador i crític de cinema, la va dir "la pel·lícula més perfecta del cinema mexicà".

## Sinopsi
Al Nord de Mèxic, al començament del Segle XX, Reynaldo Del Hierro (Eduardo Noriega) és mort a trets per Pascual Velasco quan cavalca amb els seus fills Reynaldo i Martín. A la vetlla, la vídua decideix inculcar en els seus fills el desig de venjança. Passen els anys i Martín cobra la mort del seu pare assassinant a Pascual. Aquest acte és el principi d'una sèrie d'assassinats al voltant dels germans del Ferro.
Amb el tema musical “Dos palomas a volar” de Jesús Gaytán, Rodríguez i Garibay aposten fins i tot per una sort de western psicològic en el qual conviuen sense problemes, complexos d'Èdip, temors infantils i un pistoler psicòpata que saca a la llum els seus instints assassins per naturalesa (Julio Alemán). Antonio Aguilar encarna a Reynaldo del Hierro assassí involuntari que vaga amb el seu germà pel desert i a qui salva de la forca. De fet, Aguilar va ser capaç de donar diferents matisos al seu personatge; el d'un home pacífic que es trastoca en criminal perseguit per la justícia enamorat de la mateixa dona a la qual estima el seu germà i la final resulta del qual tràgic i ineludible.

## Repartiment
- Antonio Aguilar :	Reynaldo Del Hierro
- Julio Alemán: Martín Del Hierro
- Columba Domínguez: La vídua Del Hierro
- Emilio Fernández: Pascual Velasco
- Patricia Conde: Jacinta Cárdenas
- David Reynoso: Manuel Cárdenas
- Luis Aragón: Chinto
- Pascual García Peña: Cotxer de Manuel
- Eleazar García: Promesa de Martín
- Sadi Dupeyrón: Reynaldo, infant
- Alfredo Morán: Martín, infant
- Eduardo Noriega: Reynaldo Del Hierro, pare
- Ignacio López Tarso: Pistoler
- David Silva: Pelón
- Víctor Manuel Mendoza: Fidencio Cruz
- José Elías Moreno: Don Refugio
- Noé Murayama: Capità
- Pedro Armendáriz: General
- Arturo de Córdova: Narrador

## Recepció
Aquest film ocupa el lloc 15 dins de la llista de les 100 millors pel·lícules del cinema mexicà, segons l'opinió de 25 crítics i especialistes del cinema a Mèxic, publicada per la revista Somos en juliol de 1994.